# Санкт Јакобсхале
Санкт Јакобсхале, такође локално позната као Јогелихале, је вишенамјенска затворена арена у Базелу, на сусједној територији општине Минхенштајн, Швајцарска. Званично отворена у септембру 1976. године, првенствено се користи за одржавање спортских догађаја у затвореном простору и концерата. Након значајне реновације, главна арена има капацитет од 8.000 мјеста за сједење, али се тај капацитет може повећати на 12.400 (раније 9.000) када се комбинује са стајаћом публиком.
Зграду је пројектовао архитекта Ђовани Паноцо и има дворане и просторије различитих величина, које се користе за све врсте догађаја. То је дом мушког тениског турнира Швајцарске у затвореном простору и турнира Швајцарске у бадминтону.

## Локација
Објекат је дио спортско-рекреативног комплекса са више објеката који је у великој мјери у власништву града Базела, који такође управља и одржава објекте. Поред објекта налази се Арена Санкт Јакоб, затворено клизалиште; на супротној страни улице (на територији града Базела) налази се Сент Јакоб парк, највећи фудбалски стадион у Швајцарској. Остали објекти укључују бројна игралишта и терене, отворене базене и коњички центар. Поред њега налази се Спортски универзитет Санкт Јакоб, у којем се налази Одјељење за спорт, вјежбање и здравље Универзитета у Базелу.

## Историјат

### Изградња
Године 1956, Велико вијеће Базел-Штада поднело је захтев кантоналној влади за изградњу вишенамјенске дворане. Након даљих парламентарних приједлога, архитекта Ђовани Паноцо је добио задатак да изврши прелиминарне планске радове у јуну 1961. године. Дана 9. фебруара 1967. године, Велико вијеће је одобрило пројекат. Потребан кредит од 21,57 милиона швајцарских франака искоришћен је за обезбјеђивање референдума. Бирачи су потом одобрили пројекат на кантоналном референдуму 2. јула 1967. године, са 57,3% гласова „за“.
Након што је грађевинска инспекција кантона Базел-Ландшафт издала грађевинску дозволу 18. септембра 1970. године, припремни радови су почели 16. новембра 1970. године. Камен темељац је 19. априла 1971. године поставио владин савјетник Макс Вулшлегер, шеф грађевинског одељења. Зграда Светог Јакоба је потом изграђена под руководством Паноца и грађевинских инжењера Алберта и Ернста Шмита. Паноцо је 1980. године добио „Архитектонску награду за одличне зграде кантона Базел-Штат“.
Комплекс дворане је пуштен у рад у фазама. Први већи одржан догађај био је концерт Карлоса Сантане 8. октобра 1975. године. Званично отварање завршеног комплекса било је 26. септембра 1976. године.

### Реновација
У јануару 2015. године, Велико веће Базел-Штада одобрило је зајам од 105 милиона швајцарских франака за реновирање и модернизацију застареле дворане, са 89 гласова за и једним уздржаним гласом. Током три фазе, између 2016. и 2018. године, објекат је свеобухватно реновиран, а његова технологија надограђена на најсавременији ниво, али је задржао свој бруталистички изглед. Поново је отворен у октобру 2018. године и сада има повећан капацитет од 12.400 мјеста у главној арени, уз побољшања у заштити од пожара и путевима за евакуацију. Пројекат реконструкције развио је конзорцијум швајцарских архитектонских фирми које предводе Berrel Kräutler Architekten и Degelo Architekten.
Модернизација је обухватила побољшања инфраструктуре и безбедности, премјештање главног улаза, довођење зграде у исти ниво са улицом, проширење крова, повећање броја гледалаца и ажурирање техничке опреме. Комплекс такође садржи пет мањих дворана промјенљивог капацитета (од 450 до 2.300), четири теретане и базен од 25 метара који могу користити само пливачки клубови. Реновирана зграда сада има двоспратни фоаје опремљен стакленом фасадом, пословни центар који има предњи прозор и пространи балкон са директним погледом на арену, и ВИП простор који садржи велике прозоре и приватни балкон високо изнад арене. Паркинг има 1.465 мјеста.
Реновирање је наишло на жестоке критике – и то не само зато што су трошкови на крају порасли на 141 милион швајцарских франака. Тврдило се да је архитектонским и урбанистичким аспектима посвећено превише пажње током реновирања, на штету функционалности. Према посебном извјештају одбора за ревизију и финансије, тренутна дворана не испуњава стандарде упоредивих дворана. Одбор је у свом извјештају објавио дугачак списак структурних недостатака у вези са мјестом одржавања, док је кантонални парламент Базела невољно одобрио додатних 7,5 милиона швајцарских франака за отклањање недостатака.
Након успјеха швајцарског тенисера и становника Базела, Роџера Федерера, спортски директор Базела је најавио да ће арена бити преименована у „Роџер Федерер Арена“ након тренутне реновације, али је то касније блокирано гласањем локалног већа.

## Догађаји
Мјесто је првенствено замишљено као спортска хала, због чега је домаћин разних спортских такмичења и великих првенстава; али временом су се појавиле разне друге прилике за које првобитно нису биле нјамењене. Турнеје међународно познатих музичара и бендова редовно пролазе кроз базелски простор. Поред спортских догађаја и концерата, овдје се одржавају и мјузикли, турнеје, телевизијски преноси уживо, фестивали, сајмови и пословни догађаји. То укључује дванаест издања немачке забавне телевизијске емисије „Wetten, dass..?“ од 1983. до 2007. године, будистичку церемонију коју је Далај Лама одржао у фебруару 2015. године, вечерњу молитву Тезе заједнице током Европског сусрета младих 2017. године и такмичење за пјесму Евровизије 2025. године.
Сваке године, елитни свјетски играчи бадминтона окупљају се на свом међународном турниру Гран прија и састају се најбољи европски играчи Сепак такрава. Годишњи мушки тениски турнир у затвореном простору одржава се у Сент Јакобсхалеу од 1975. године, а Женски Топ Волеј Интернешенел од 1989. године. Био је дом хокејашког тима ЕХЦ Базел од 1976. до 2002. године прије него што се тим преселио у Сент Јакоб Арену, која је отворена у октобру 2002. године. Међународни коњички турнир CHI Classics Basel одржава се на овом мјесту сваке године од 2010. године.
Остали спортски догађаји укључују:
- Свјетско првенство у рукомету за мушкарце 1986.
- Свјетско првенство у хокеју на леду 1998.
- Европско првенство у рукомету за мушкарце 2006.
- Свјетско првенство у карлингу за мушкарце 2012.
- Свјетско првенство у карлингу за мушкарце 2016.
- Свјетско првенство у бадминтону 2019.
- Европско првенство у рукомету за жене 2024.
- Европско првенство у рукомету за мушкарце 2028.

Према биографији Боба Дилана „Chronicles: Volume One“, након концерта у Сент Јакобсхалеу одлучио је да крене на „Never Ending Tour“.
У мају 2025. године, арена је била домаћин такмичења за пјесму Евровизије након што је Немо победио на претходном догађају са пјесмом „The Code“.